# Rue Bouret
La rue Bouret est une voie du 19e arrondissement de Paris, en France.

## Situation et accès
La rue Bouret est une voie publique située dans le 19e arrondissement de Paris. Elle débute au 15, rue Édouard-Pailleron et se termine à l'intersection du 10, avenue Jean-Jaurès et de la rue Armand-Carrel.

## Origine du nom
Cette voie est nommée d'après le nom du propriétaire des terrains sur lesquels elle a été ouverte.

## Historique
Le tronçon de cette voie, située sur le territoire de l'ancienne commune de la Villette, entre la route d'Allemagne et le chemin de Meaux a été ouvert en 1844 sur les terrains de M. Bouret dont elle prend le nom. Cette section est classée dans la voirie parisienne par un décret du 23 mai 1863. Elle conduisait à la « poudrette de Montfaucon », ou voirie de Montfaucon installée aux abords de l'emplacement du second gibet de Montfaucon
Par décret du 5 mars 1880, elle est prolongée sur une longueur de 40 mètres environ, à partir de l'impasse de Montfaucon.

## Bâtiments remarquables et lieux de mémoire
- Le lycée technique régional Jacquart, édifié par l'architecte Gaston Hénard, est installé au 2, rue Bouret en 1893. Le bâtiment des ateliers de couture, en brique, pierre de taille et meulière à ossature métallique, fut inauguré en 1895.

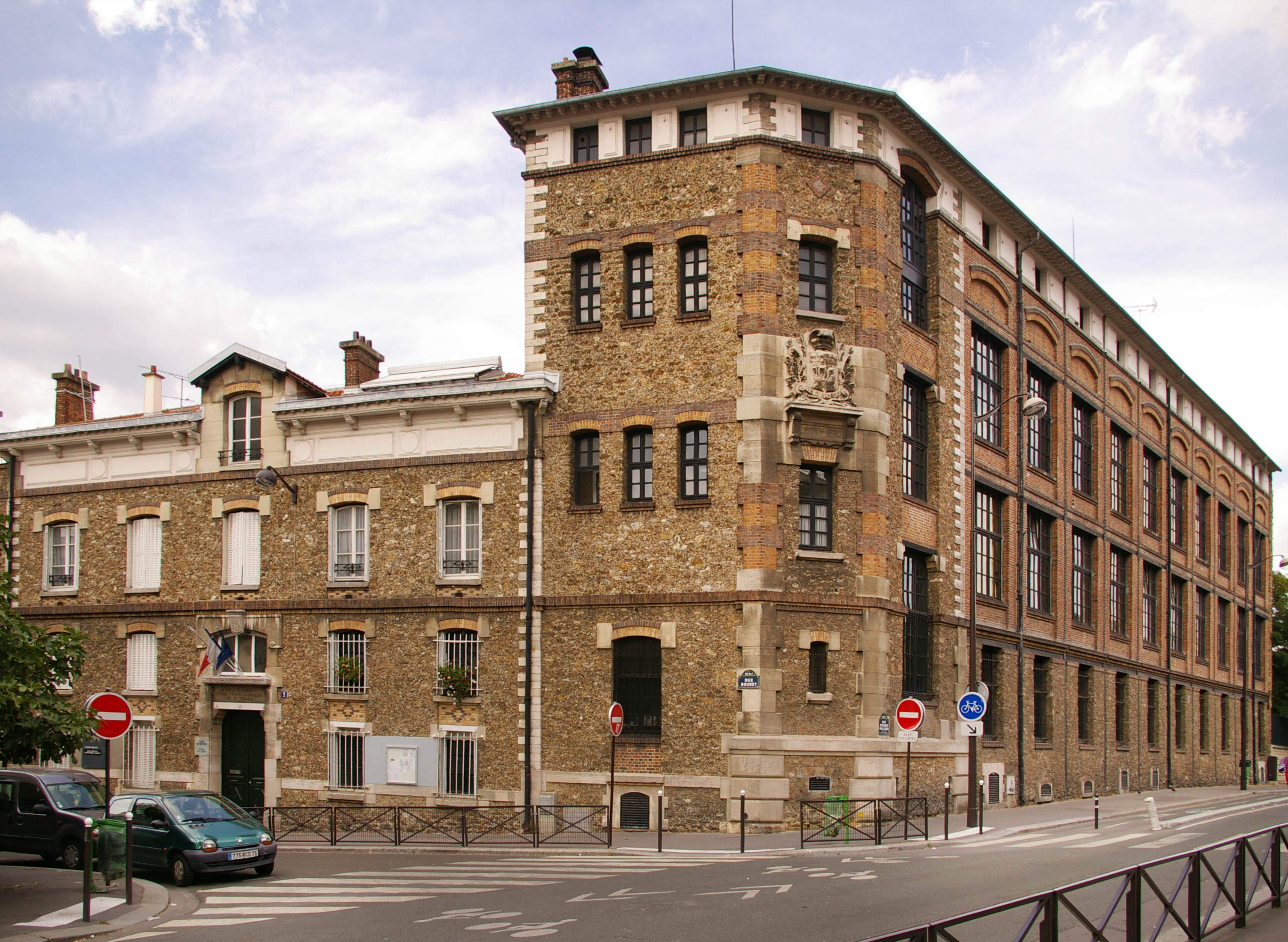
Lycée Jacquart, à l'angle des rues Bouret et Édouard-Pailleron.

- Entre les nos 16 et 24, lycée polyvalent l'Initiative.

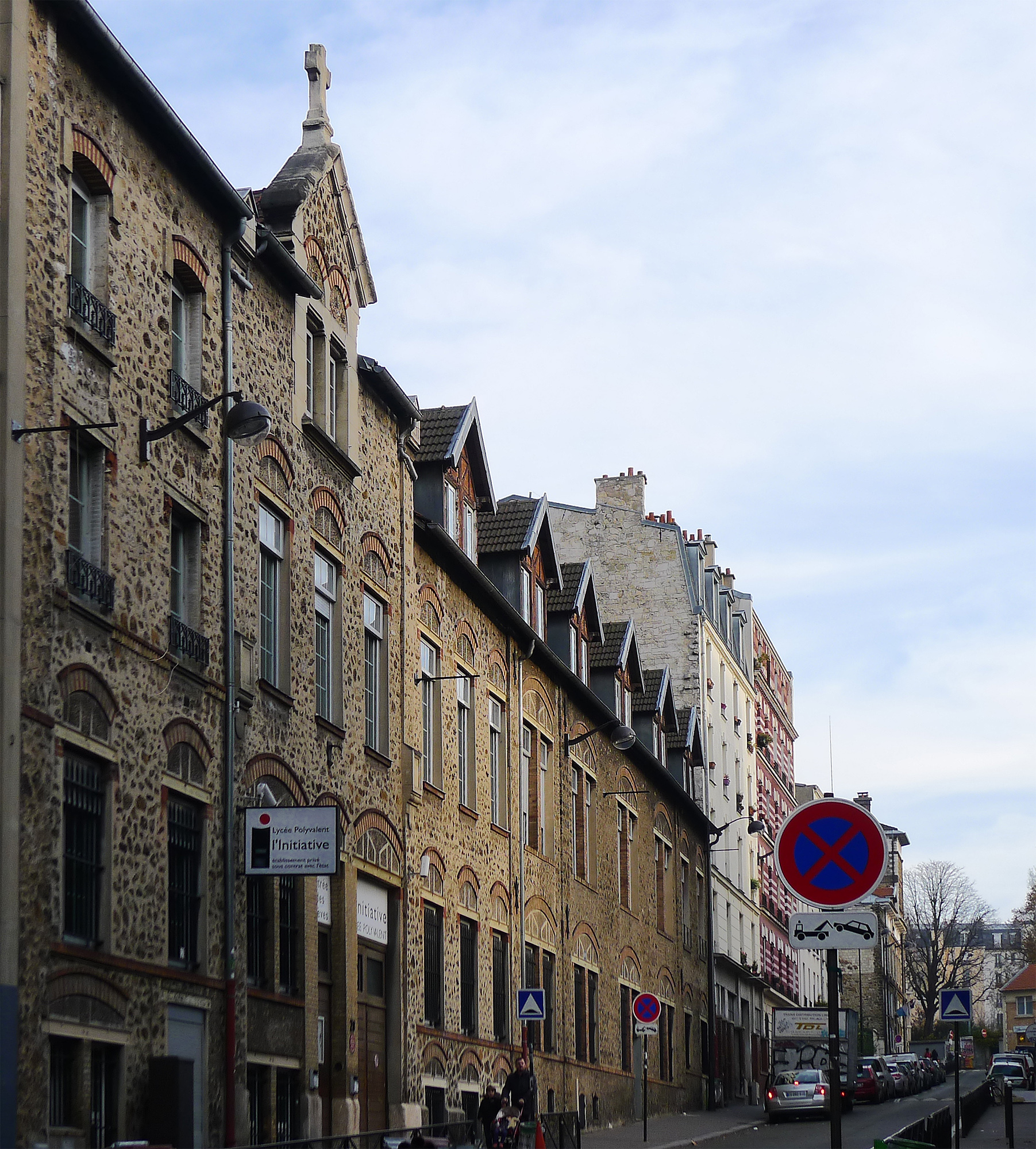
Façade du lycée l'Initiative.

- En face des nos 28 à 34 est situé le marché couvert Secrétan, érigé en 1868. Son entrée principale ouvre sur l'avenue Secrétan.

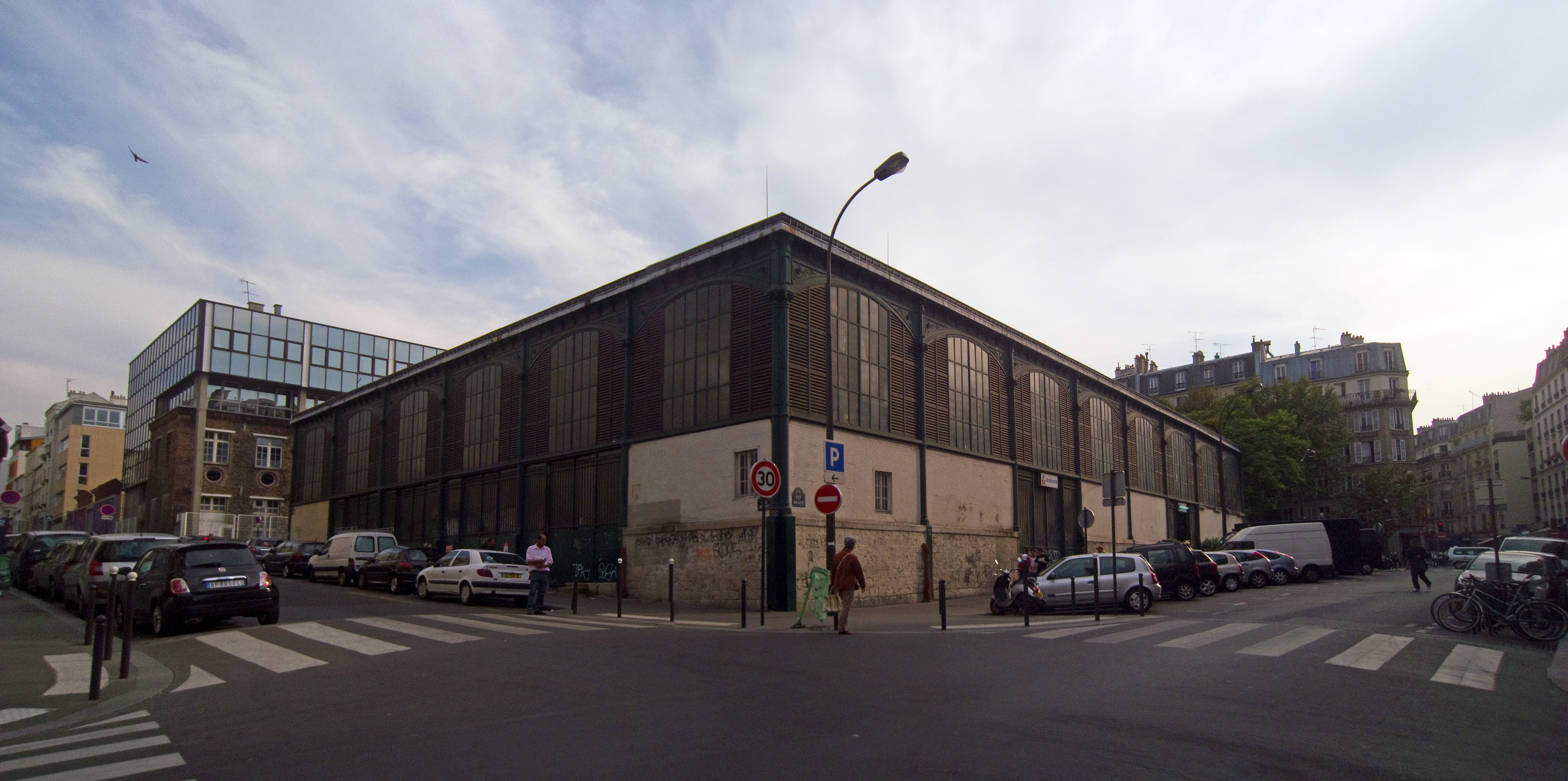
Halle Secrétan à l'angle des rues Bouret et de Meaux, avant les travaux de 2014.
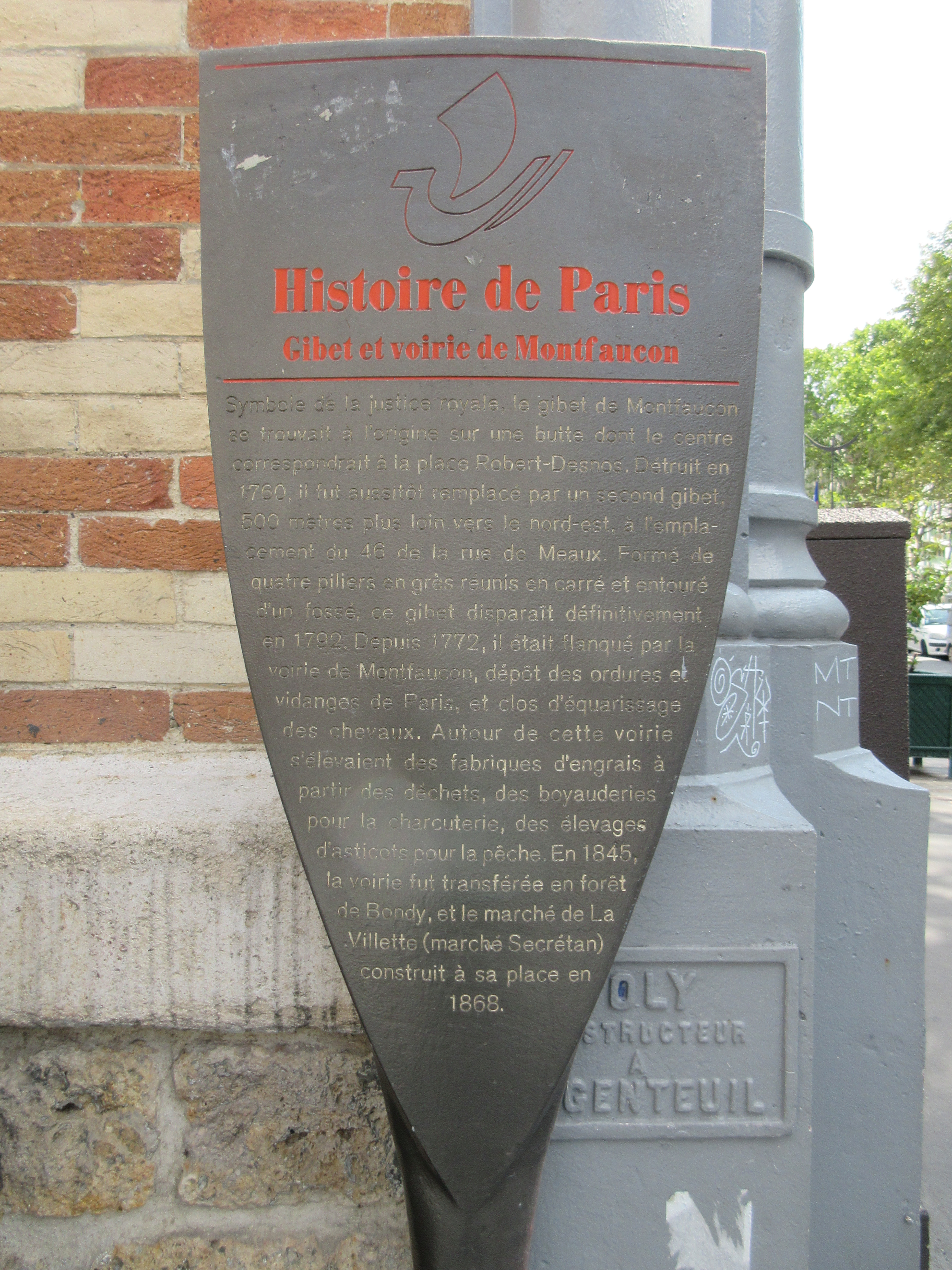
Panneau Histoire de Paris « Gibet et voirie de Montfaucon »

- No 48 : bâtiment de l'ambassade d'Algérie en France qui accueille le second site de l'École internationale algérienne en France Malek-Bennabi (EIAF), le premier se trouvant 40 rue Boileau, dans le 16e arrondissement.

- En 2015, dans le cadre de la réhabilitation de la halle Secrétan (no 21), la rue est réaménagée au niveau du marché couvert : élargissement des trottoirs impairs et agrandissement de la zone de livraison.